# Ólafur Þór Hauksson
Ólafur Þór Hauksson (Olafur Thor Hauksson) (* 10. März 1964) ist Sonderstaatsanwalt für Finanzverbrechen in Island. Nach der Finanzkrise ab 2007, die Island an den Rand der Zahlungsunfähigkeit brachte, wurde diese Stelle geschaffen. Zuvor war Ólafur Polizeikommissar in Akranes.
Ólafurs Team besteht im Jahr 2012 aus über 100 Mitarbeitern. Ihre Aufgabe besteht darin, jedem Verdacht auf einen Betrug vor 2009 nachzugehen und andererseits selbst die Verfahren gegen mutmaßliche Täter einzuleiten. Dieses Verfahren erlaubt es, Fälle langfristig zu verfolgen. Darüber hinaus hat die Regierung die Gesetze zum Bankengeheimnis so geändert, dass die Staatsanwaltschaft ohne Probleme alle notwendigen Informationen erhält.
Die von den Ermittlungen Betroffenen sind meist Verantwortliche des Bankensektors oder Aufsichtsratsmitglieder.
Ólafur ermittelte und ermittelt in über 100 Einzelfällen, unter anderem gegen den früheren Vorstandsvorsitzenden von Kaupthing, sowie die Tchenguiz-Brüder. Gegen einen der ranghöchsten früheren Mitarbeiter des Wirtschaftsministeriums folgte 2011 das Gericht dem von Ólafur vorgeschlagenen Strafmaß von zwei Jahren Haft ohne Bewährung und 1,3 Millionen Euro Geldstrafe, Zwei damalige Spitzenmanager der Nak Byr erhielten viereinalbjährige Haftstrafen. Baldur Gudlaugsson, vormals Staatssekretär im Finanzministerium, erhielt zwei Jahre ohne Bewährung wegen Insiderhandels. Der ehemalige Aufsichtsratschef der Kaupthing Bank musste umgerechnet 3,2 Millionen Euro an die Bank zurückzahlen und sein Vermögen wurde eingefroren.